# Faed Arsène
Faed Arsène (Mahajanga, 21 giugno 1985) è un ex calciatore malgascio, di ruolo attaccante.

## Statistiche

### Cronologia presenze e reti in nazionale
| Cronologia completa delle presenze e delle reti in nazionale ― Madagascar | Cronologia completa delle presenze e delle reti in nazionale ― Madagascar | Cronologia completa delle presenze e delle reti in nazionale ― Madagascar | Cronologia completa delle presenze e delle reti in nazionale ― Madagascar | Cronologia completa delle presenze e delle reti in nazionale ― Madagascar | Cronologia completa delle presenze e delle reti in nazionale ― Madagascar | Cronologia completa delle presenze e delle reti in nazionale ― Madagascar | Cronologia completa delle presenze e delle reti in nazionale ― Madagascar |
| Data                                                                      | Città                                                                     | In casa                                                                   | Risultato                                                                 | Ospiti                                                                    | Competizione                                                              | Reti                                                                      | Note                                                                      |
| ------------------------------------------------------------------------- | ------------------------------------------------------------------------- | ------------------------------------------------------------------------- | ------------------------------------------------------------------------- | ------------------------------------------------------------------------- | ------------------------------------------------------------------------- | ------------------------------------------------------------------------- | ------------------------------------------------------------------------- |
| 5-9-2010                                                                  | Calabar                                                                   | Nigeria                                                                   | 2 – 0                                                                     | Madagascar                                                                | Qual. Coppa d'Africa 2012                                                 | -                                                                         | 60’                                                                       |
| 10-10-2010                                                                | Antananarivo                                                              | Madagascar                                                                | 0 – 1                                                                     | Etiopia                                                                   | Qual. Coppa d'Africa 2012                                                 | -                                                                         |                                                                           |
| 27-3-2011                                                                 | Antananarivo                                                              | Madagascar                                                                | 1 – 1                                                                     | Guinea                                                                    | Qual. Coppa d'Africa 2012                                                 | -                                                                         | 82’                                                                       |
| 5-6-2011                                                                  | Conakry                                                                   | Guinea                                                                    | 4 – 1                                                                     | Madagascar                                                                | Qual. Coppa d'Africa 2012                                                 | 1                                                                         |                                                                           |
| 11-11-2011                                                                | Malabo                                                                    | Guinea Equatoriale                                                        | 2 – 0                                                                     | Madagascar                                                                | Qual. Mondiali 2014                                                       | -                                                                         | 78’                                                                       |
| 15-11-2011                                                                | Antananarivo                                                              | Madagascar                                                                | 2 – 1                                                                     | Guinea Equatoriale                                                        | Qual. Mondiali 2014                                                       | -                                                                         | 52’                                                                       |
| Totale                                                                    |                                                                           | Presenze                                                                  | 6                                                                         |                                                                           | Reti                                                                      | 1                                                                         |                                                                           |